# Slavko Gavrančić
Slavko Gavrančić (Polje kod Travnika, 1921. – Stupnička šuma kod Zagreba, 14. srpnja 1941.) bio je namještenik i član Komunističke partije Jugoslavije. Uhićen 30. travnja 1941. u Travniku zajedno s Abidom Lolićem, Muhamedom Kulenovićem i ostalim istaknutim travničkim komunistima. Poginuo tijekom bijega iz logora Kerestinec kod Zagreba.